# ألان وودز (لاعب كرة قدم)
ألان وودز (بالإنجليزية: Alan Woods)‏ (15 فبراير 1937 في المملكة المتحدة - سبتمبر 2021) هو لاعب كرة قدم بريطاني في مركز نصف الجناح. شارك مع منتخب إنجلترا تحت 18 سنة لكرة القدم. أما مع النوادي، فقد لعب مع توتنهام هوتسبير وسوانزي سيتي ونادي يورك سيتي ونادي بوسطن يونايتد.

## وصلات خارجية
- ألان وودز على موقع قاعدة بيانات كرة القدم.إي يو (الإنجليزية)